# Bernd Schmid (Wirtschaftswissenschaftler)

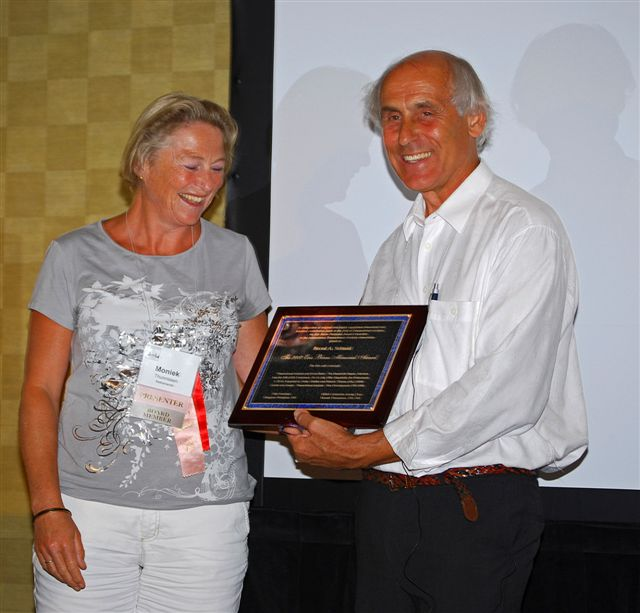
Bernd Schmid EBMA 2007

Bernd Schmid (* 1946) ist ein deutscher systemischer Berater und Sachbuchautor.

## Leben
Bernd Schmid studierte Wirtschaftswissenschaften an der Universität Mannheim mit dem Ziel Handelslehrer. Thema seiner Diplom- und Doktorarbeit war unter anderem die Gruppendynamik: „Die Leute müssen statt dessen miteinander reden und arbeiten, um wirklich zu lernen.“
Er promovierte in Erziehungswissenschaften und Psychologie. Er studierte Jungianische Psychologie und im Anschluss an eine Ausbildung in Gestalttherapie 1976 in Los Angeles, kam er in San Francisco mit der Transaktionsanalyse in Kontakt. Bei Milton H. Erickson erlernte er Hypnotherapie, der ihm ein Zusammentreffen mit Gunther Schmidt vorschlug. Ebenso schlug Erickson Gunther Schmidt vor, Bernd Schmid kennenzulernen, was dann 1979 geschah. Im selben Jahr legte Schmid das internationale Examina als klinischer Transaktionsanalytiker in Aix-en-Provence und 1986 als Lehrtrainer und -supervisor in Barcelona ab.
Über Helm Stierlin kam Schmid mit dem systemischen Ansatz in Kontakt. In den 80er-Jahren begründete er die systemische Transaktionsanalyse, 1984 gründete er in Wiesloch das Institut für systemische Therapie und Transaktionsanalyse (isb). Ab 1988 arbeitete er mit dem Systemiker Gunthard Weber zusammen. Bernd Schmid veröffentlichte 1986 die erste Verschriftlichung unter dem Titel Systemische Transaktionsanalyse im Selbstverlag. Er entwickelte darin eine neue Identitäts-Beschreibung der TA, indem er die kommunikative Grundeinheit von Begegnung (Transaktion) in den wirklichkeitskonstruktiven Aspekt der Systemiker einbettete.
Wegen der Einseitigkeit der Konzepte, so Schmid, verließ er die Psychotherapie: „Das systemische Therapieverständnis ist in sich dann einseitig oder unzureichend, wenn es die inneren Steuerungsprozesse der Menschen vernachlässigt und sich nur auf Beziehungs-Systeme fokussiert. Oder wenn es in gesellschaftliche Felder übertragen wird, die nach anderen Spielregeln funktionieren als Psychotherapie.“ 2011 gründete er die Schmid Stiftung, seit 2018 ist er im Ruhestand.
Bernd Schmid ist Präsidiumsvorsitzender des Deutschen Bundesverbands Coaching e.V. (DBVC).

## Ehrungen und Auszeichnungen
Schmid war 1988 erster Preisträger des Preises der Europäischen TA-Gesellschaft (EATA) (Breaking through the dilemma circle) und wurde 2007 als erster deutscher Preisträger des Eric Berne Memorial Award 2007 der Internationalen TA-Gesellschaft (ITAA) in San Francisco für sein „Role concept of TA“ ausgezeichnet. Er wurde für seine Verdienste um den systemischen Ansatz zum Ehrenmitglied der Systemischen Gesellschaft berufen. 2017 wurde er mit dem Life Achievement Award der Deutschen Gesellschaft für Transaktionsanalyse (DGTA) ausgezeichnet. 2022 wurde Bernd Schmid von der Gesellschaft für Organisation e. V. (gfo) mit der Ehrenmitgliedschaft auf Lebenszeit ausgezeichnet.

## Publikationen
- Systemisches Coaching und Persönlichkeitsentwicklung. Ausgewählte Konzepte und Vorgehensweisen. Edition Humanistische Psychologie, Köln 2004, ISBN 3-89797-029-5.
- mit Peter Fauser: Teamberatung aus systemischer Perspektive. Edition Humanistische Psychologie, Köln 2004, ISBN 3-89797-059-7.
- mit Arnold Messmer: Systemische Personal-, Organisations- und Kulturentwicklung. Edition Humanistische Psychologie, Köln 2005, ISBN 3-89797-039-2.
- Intuition und Professionalität. Systemische Transaktionsanalyse in Beratung und Therapie. Carl-Auer-Systeme Verlag, Heidelberg 2008, ISBN 978-3-89670-649-2.
- mit Thorsten Veith und Ingeborg Weidner: Einführung in die kollegiale Beratung. Carl-Auer-Systeme Verlag, Heidelberg 2010, ISBN 978-3-89670-731-4.
- mit Nele Haasen: Einführung in das systemische Mentoring. Carl-Auer-Systeme Verlag, Heidelberg 2011, ISBN 978-3-89670-789-5.
- Systemische Organisationsentwicklung: Change und Organisationskultur gemeinsam gestalten. Schäffer-Poeschel, 2014, ISBN 978-3-7910-3281-8.
- mit Andreas Kannicht: Einführung in systemische Konzepte der Selbststeuerung. Carl-Auer, 2015, ISBN 978-3-8497-0055-3.